# Souhvězdí Hodin
Hodiny je jedno z 88 souhvězdí moderní astronomie, leží na jižní obloze, s deklinaci okolo −55 stupňů. Zavedl ho Nicolas-Louis de Lacaille v roce 1754 pod názvem Kyvadlové hodiny (z lat. Horologium Pendulum anebo Horologium Oscillatorium) na památku nizozemského vynálezce Christaana Huygense.

## Hvězdy
| Hvězda | Jméno | Hvězdná velikost |
| ------ | ----- | ---------------- |
| α Hor  | α Hor | 3,846m           |
| β Hor  | β Hor | 4,98m            |

Souhvězdí obsahuje jen jednu hvězdu jasnější než čtvrtá hvězdná velikost a tou je Alfa Horologii s magnitudou 3,846m. Je to oranžový obr vzdálený 118 světelných let. Beta Horologii je bílý obr vzdálený 290 ly. Ióta Horologii je hvězda vcelku podobná našemu Slunci a obíhá ji extrasolární planeta. R Horologii je proměnná hvězda typu Mira Ceti.

## Objekty v souhvězdí
Hodiny obsahují rozličné galaxie, leč nejsou moc jasné. Celkově je to oblast chudá na jasné objekty. Obsahuje jen jednu jedinou jasnější hvězdokupu a tou je NGC 1261.

## Poloha
V českých zeměpisných šířkách vychází nad obzor sotva do výšky jednoho stupně a to o půlnoci na přelomu listopadu a prosince. Pozorovat ho mohou obyvatelé zeměpisných šířek 23° a jižnějších. Najdeme ho pod Eridanem u jeho nejjasnější hvězdy Achernar.